# Anthaxia abyssinica
Anthaxia abyssinica es una especie de escarabajo del género Anthaxia, familia Buprestidae. Fue descrita científicamente por Théry en 1896.